# 沓名環希
沓名 環希（くつな たまき、1969年11月22日 - ）は、日本の女優。福岡県北九州市門司港出身。
桐朋学園大学演劇専攻科卒業。かつて劇団朋友に所属していた。幅広い役柄を演じる実力派女優として知られる。サイアン・インターナショナル所属。

## 略歴
桐朋学園大学演劇専攻科を修了後、劇団朋友に所属し、演技の基礎を磨いた。1994年に芸能界デビュー。テレビドラマ、映画、舞台、CM、再現ドラマなど幅広いジャンルで活躍している。

## 人物
- 身長156cm、血液型AB型。
- 特技とスキル - モダン・ジャズクラシック、クラシックバレエ、朗読、落語、火吹き
- 資格 - 保育士資格、普通自動車免許
- 認定と社会活動
  - 晴れ女認定：一般社団法人全日本晴れ男・晴れ女協会より認定を受ける。
  - 笑いの富：江戸川区を拠点としたボランティア落語団体で圓藏亭くっきいとして活動を展開。

## 出演

### テレビドラマ
- 2024年 BS日テレ「ヒロシの心霊キャンプ 5話『私も』」（三原光尋：監督） - 幽霊 役
- 2024年 TBS日曜劇場「アンチヒーロー 1話」（田中健太：演出） - 元同僚 役
- 2024年 TOKYO MXテレビ「Sugar Sugar Honey 1話」（加藤綾佳：監督）
- 2023年 Netflix・TX「君に届け 10話」（菊地健雄：監督）
- 2023年 CX「ばらかもん 」第1話・第2話・第6話 - 第8話・最終話（河野圭太・植田泰史・木下高男・北坊信一：演出） - レギュラー島民 役
- 2021年 TBS「プロミス・シンデレラ」（村上正典・都築淳一・北坊信一：演出） - レギュラー仲居・竹田美和 役
- 2021年 CX「知ってるワイフ 最終回」（土方政人：演出）
- 2019年 TBS「メゾン・ド・ポリス 6話」（佐藤祐市：監督）
- 2018年 TX「ヘッドハンター 7話」（小林義則：演出） - 看護師 役
- 2018年 EXドラマスペシャル「白日の鴉」（土方政人：演出）
- 2013年 EX「タクシードライバーの推理日誌 32話」 - レポーター 役
- 2011年 NHK「神様の女房」（黛りんたろう：演出）
- 2011年 NTV「熱中時代SP」 - 母親 役
- 2009年 NTV「RESET〜リセット 12・13話」（位部将人：演出） - アナウンサー 役
- 2009年 CX「嵐のくれたもの 31話」 - 西園寺華子 役
- 1997年 NTV「D×D 第一話」
- 1994年 TBS愛の劇場「ひとり家族 第8話」（川俣公明：演出）

### 映画
- 2021年「国民の選択」（宮本正樹：監督）
- 2020年「どうしようもない僕のちっぽけな世界は、」（倉本朋幸：監督） - 第32回東京国際映画祭「日本映画スプラッシュ」部門出品作品
- 2019年 Tokyo New Cinema「わたしは光をにぎっている」（中川龍太郎：作・監督） - 第14回モスクワ映画祭上映作品
- 2018年「累」（佐藤祐市：監督）

### バラエティ
- 2010年 CX「エチカの鏡」
- 2010年 MX「小島×狩野×エスパー伊東3P 第10話」
- 2010年 MX「大久保×鳥居×ブリトニー3P 第1〜4話」

### 舞台
- 2023年 劇団IDIOT SAVANT「どん底」ゴーリキー：原作、恒十絲：演出
- 2022年 築地本願寺ブディストホール 山口ちはるプロデュース公演「真冬のカーニバル」（倉本朋幸：作・演出）
- 2020年 オールメン朗読劇「素晴らしき哉!人生!」（倉本朋幸：演出） - 歌う市民 役
- 2019年 山口ちはるプロデュース公演「五月雨のカーニバル」（倉本朋幸：作・演出）
- 2018年 山口ちはるプロデュース公演「盾と矛とちはる」（倉本朋幸：作・演出）
- 2018年 山口ちはるプロデュース公演「真夏のカーニバル〜再来〜」（倉本朋幸：作・演出）
- 2017年 山口ちはるプロデュース公演「真夏のカーニバル」（倉本朋幸：作・演出）
- 2017年 つばめ組「ワーニャ伯父さん」マリーナ役（チェーホフ：作　仲条裕：演出）
- 2013年 スタジオQ「人は来りて見よ 甘粕正彦憲兵大尉」（高畠久：作・演出） - 伊藤野枝・岸冨美子 役
- 2009年 劇団朋友「月並みな話」（黒澤世莉：作・演出） - 高原天音 役
- 2006年 ミュージカル「過ぎ去りし日々・ある馬の物語」（トルストイ：原作、篠崎光正：演出）
- 2006年 劇団朋友「卒業」 - ストリッパー 役（チャールズ・ウェッブ：原作、古城十忍：演出）
- 2004年 JAZZ DANCE CITY「STEEPIN'04」（柳昭子：演出・振付）
- 2003年 新国立劇場「涙の谷、銀河の丘」（松田正隆：作、栗山民也：演出）
- 1999〜2002年 劇団朋友「わがババわがママ奮斗記」（門野晴子：原作、西川信廣：演出）文化庁芸術大賞受賞作 - 脇坂智美 役
- 1997年 NOISEプロデュース「青ひげ公の城」（寺山修司：作、如月小春：演出） - 第七の妻 役・少女 役
- 1996年 劇団朋友「虹の橋」（澤田ふじ子：原作、吉原廣：演出） - 貴和 役
- 1995〜1996年 劇団朋友「幸福」（向田邦子：原作、石井ふく子：演出） - 殿村踏子 役

### CM
- 2022〜2023年 コカコーラ「ジョージアコーヒー」
- 2017年「totoBIG2017」「ヤクルト化粧品」「マナラクレンジングホットゲル」

### DVD
- 2015年「心霊〜パンデミック ばける」 - 森田嘉穂 役
- 2013年 スタジオQ「ママ、ボクを殺さないで」 - 看護師 役

### 声
- 三省堂「中学1年 国語教科書朗読テープ『星の子』」
- 「名探偵モンク #20」

### スチール
- 2013年「STOP未成年飲酒」 - 看護師 役
- 「シスコシステムズ社」 - 医者 役
- 「アップル社」

### その他
- NHK『ファミリーヒストリー　久本雅美篇（再現）』 - 2016年出演
- 落語会（2023年2月）出演